# Škoda 4 R
Škoda 4 R byl osobní automobil vyráběný československou automobilkou Škoda v Mladé Boleslavi. Výroba začala roku 1928 a skončila o dva roky později v roce 1930. Vůz měl výkon 23,5 kW, maximální rychlost byla 90 km/h. Motor měl objem 1944 cm³. Vyráběl se jako dvoudveřový nebo čtyřdveřový sedan nebo čtyřdveřový phaéton. Bylo vyrobeno 975 kusů.